# Myrmephytum arfakianum
Myrmephytum arfakianum är en måreväxtart som först beskrevs av Odoardo Beccari, och fick sitt nu gällande namn av Anthony Julian Huxley och Jebb. Myrmephytum arfakianum ingår i släktet Myrmephytum och familjen måreväxter. Inga underarter finns listade i Catalogue of Life.